# Gouvernement Jaroslawl

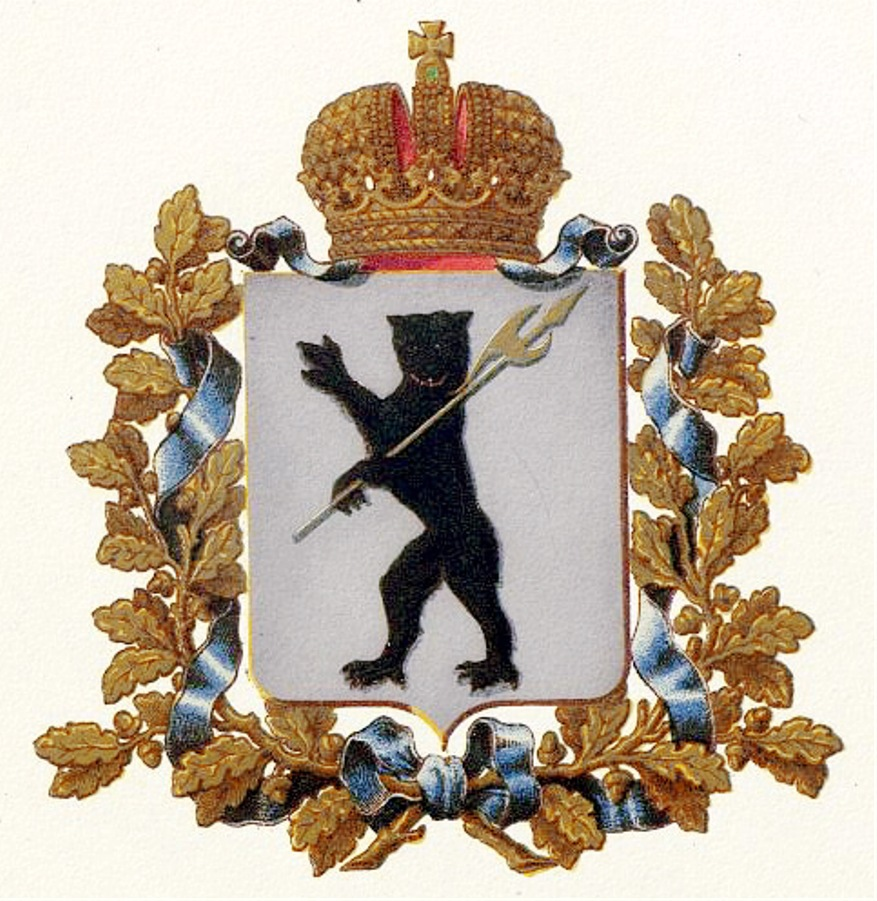
Wappen des Gouvernements

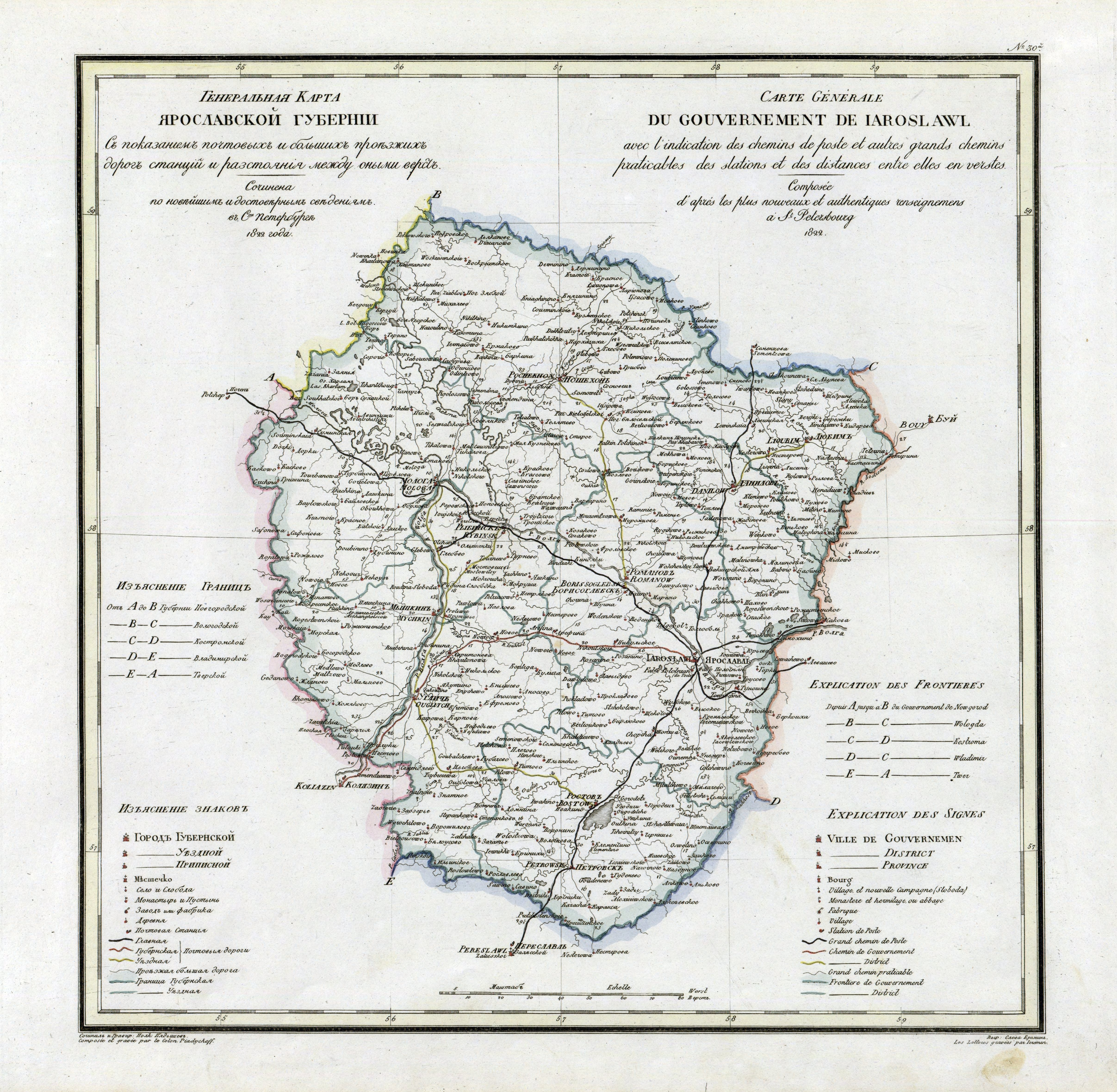
Karte aus dem Jahr 1822 (Russisch-Französisch)

Das Gouvernement Jaroslawl (russisch Ярославская губерния/Jaroslawskaja gubernija) war eine Verwaltungseinheit des Russischen Kaiserreichs und der Russischen SFSR, gelegen im nordöstlichen Teil des Europäischen Russland. Es bestand von 1796 bis 1929. Die Hauptstadt war Jaroslawl. Das Gouvernement grenzte im Nordwesten an das Gouvernement Nowgorod, im Nordosten an das Gouvernement Wologda, im Osten an das Gouvernement Kostroma, im Süden an das Gouvernement Wladimir und im Westen an das Gouvernement Twer.

## Geschichte
Das Gouvernement wurde 1796 aus der Statthalterschaft Jaroslawl gebildet. Das Gouvernement Jaroslawl bestand noch bis 1929 als Teil der Russischen SFSR der Sowjetunion. Nach der Auflösung wurde sein Territorium der neuen Verwaltungseinheit Industrie-Oblast Iwanowo zugeschlagen.

## Umfang
Bei der ersten russischen Volkszählung im Jahre 1897 wurden auf 31.230,7 Quadratwerst (= 35.543 km²) 1.071.355 Einwohner gezählt (30/km²). Die Bevölkerung bestand zu über 99 % aus Russen und ca. 13 % wohnten in Städten. Die Hauptstadt Jaroslawl zählte 71.616 Einwohner.
Im Jahre 1926 umfasste das Gouvernement 34.825 km² mit 1.343.163 Einwohnern (38/km²). 

## Gliederung
Nachdem bei der Bildung des Gouvernements 1796 die Stadt Petrowsk ihren Status als Ujesd-Stadt verloren hatten, bestanden 11 Ujesde::
- Borissoglebsk
- Danilow
- Jaroslawl
- Ljubim
- Mologa (die Stadt lag bei der Mündung der Mologa in die Wolga, wurde in den 1940er-Jahren vom Rybinsker Stausee überflutet)
- Myschkin
- Poschechonje
- Romanow
- Rostow
- Rybinsk
- Uglitsch

1822 wurde die Ujesde Romanow und Borissoglebsk zum neuen Ujesd Romanow-Borissoglebsk vereinigt.
Im Februar 1921 wurden die Ujesde Mologa, Myschkin, Poschechonje, Rybinsk und Uglitsch zur Bildung des Gouvernements Rybinsk der Russischen SFSR abgetrennt. Das Gouvernement wurde im Februar 1923 wieder aufgelöst und die Ujesde kamen ans Gouvernement Jaroslawl zurück.